# رماة (حضرموت)
رماة هي مدينة يمنية تتبع محافظة حضرموت، بلغ تعداد سكانها 1590 نسمة حسب الإحصاء الذي أجري عام 2004.